# Нурбол, Нурберген Берикулы
Нурберген Берикулы Нурбол (каз. Нұрберген Берікұлы Нұрбол; род. 26 декабря 2000, Талдыкорган) — казахстанский футболист, полузащитник клуба «Жетысу».

## Клубная карьера
Футбольную карьеру начинал в 2018 году в составе клуба «Жетысу М» во второй лиге. 14 апреля 2021 года в матче против клуба «Атырау» дебютировал в казахстанской Премьер-лиге (2:2), выйдя на замену на 93-й минуте вместо Аслана Адилья. 28 мая 2021 года в матче против клуба «Туран» (2:0) забил свой дебютный мяч в казахстанской Премьер-лиге. 10 июля 2021 года в матче против клуба «Кайрат» дебютировал в кубке Казахстана (0:1), выйдя на замену на 73-й минуте вместо Аслана Джанузакова.

## Карьера в сборной
7 сентября 2021 года дебютировал за сборную Казахстана до 21 года в товарищеском матче против сборной Дании до 21 года.

## Клубная статистика
| Клуб             | Сезон            | Лига | Лига | Кубки | Кубки | Еврокубки | Еврокубки | Итого | Итого |
| Клуб             | Сезон            | Игры | Голы | Игры  | Голы  | Игры      | Голы      | Игры  | Голы  |
| ---------------- | ---------------- | ---- | ---- | ----- | ----- | --------- | --------- | ----- | ----- |
| Жетысу           | 2021             | 17   | 1    | 5     | 0     | —         | —         | 22    | 1     |
| Жетысу           | 2022             | 21   | 3    | 8     | 3     | —         | —         | 29    | 6     |
| Жетысу           | 2023             | 18   | 3    | —     | —     | —         | —         | 18    | 3     |
| Жетысу           | 2024             | 0    | 0    | —     | —     | —         | —         | 0     | 0     |
| Жетысу           | Итого            | 56   | 7    | 13    | 3     | —         | —         | 69    | 10    |
| → Жетысу М       | 2018             | 35   | 8    | —     | —     | —         | —         | 35    | 8     |
| → Жетысу М       | 2019             | 31   | 12   | —     | —     | —         | —         | 31    | 12    |
| → Жетысу М       | 2021             | 3    | 2    | —     | —     | —         | —         | 3     | 2     |
| → Жетысу М       | 2023             | 1    | 0    | —     | —     | —         | —         | 1     | 0     |
| → Жетысу М       | Итого            | 70   | 22   | —     | —     | —         | —         | 70    | 22    |
| → Жетысу Б       | 2020             | 10   | 0    | —     | —     | —         | —         | 10    | 0     |
| → Жетысу Б       | Итого            | 10   | 0    | —     | —     | —         | —         | 10    | 0     |
| Всего за карьеру | Всего за карьеру | 136  | 29   | 13    | 3     | —         | —         | 149   | 32    |